# Georg Grabherr
Georg Grabherr (* 30. April 1946 in Bregenz; † 25. Oktober 2022 in Königstetten) war ein österreichischer Ökologe sowie Vorstand des Departments für Naturschutzbiologie, Vegetations- und Landschaftsökologie der Universität Wien.

## Leben und Wirken
Grabherr besuchte von 1952 bis 1966 die Grund- sowie die weiterführende Schule in Bregenz. 1967 begann er an der Universität Innsbruck ein Studium der Biologie und Geologie. Er legte den Magister rer. nat. ab und promovierte im Rahmen des IBP-Projektes „Dwarf shrub heath, Mt. Patscherkofel“ unter Leitung von Walter Larcher. Von 1975 bis 1986 war er Inhaber einer Assistenzprofessur für Geobotanik am Institut für Botanik der Universität Innsbruck. 1979 lehrte er als Research Fellow an der University of Wales in Bangor. 1983 habilitierte er sich an der Universität Innsbruck. 1986 erhielt er verschiedene Rufe. Von 1986 bis 2011 war er Abteilungsleiter und Universitätsprofessor für Naturschutzbiologie, Vegetations- und Landschaftsökologie an der Universität Wien. Ab 2003 war er Vorsitzender des österreichischen Man and the Biosphere (MAB)-Nationalkomitees. 1987 gründete er gemeinsam mit Michael Gottfried und Harald Pauli die „Global Observation Research Initiative in Alpine Environments“ GLORIA, in deren Rahmen vegetationsökologische Langzeitstudien zum Nachweis des Klimawandels vorgenommen werden. Von 2006 bis 2013 war er Vizedirektor des Instituts für Interdisziplinäre Gebirgsforschung der Österreichischen Akademie der Wissenschaften und Abteilungsleiter für das GLORIA-Projekt. Ab 2004 war er korrespondierendes Mitglied der mathematisch-naturwissenschaftlichen Klasse der Österreichischen Akademie der Wissenschaften.

## Auszeichnungen
Grabherr erhielt im November 2011 den „Österreichischen Naturschutzpreis“ des Naturschutzbundes Österreich. Am 7. Jänner 2013 wurde er vom „Klub der Bildungs- und Wissenschaftsjournalisten Österreichs“ zum Wissenschafter des Jahres 2012 ernannt.
2013 erhielt er den Vorarlberger Wissenschaftspreis sowie das Österreichische Ehrenkreuz für Wissenschaft und Kunst I. Klasse.
Am 27. November 2015 wurde Georg Grabherr darüber hinaus von der Universität Innsbruck mit dem Ehrendoktorat ausgezeichnet.

## Schriften
- G. Grabherr: Farbatlas Ökosysteme der Erde. (Ecosystems of the world). Ulmer, Stuttgart 1997, ISBN 3-8001-3489-6.
- G. Grabherr: The high-mountain ecosystems of the Alps. In: F. E. Wielgolaski (Hrsg.): Polar and alpine tundra. (= Ecosystems of the world. vol. 3). Elsevier, Amsterdam 1997, ISBN 0-444-88265-0, S. 97–121.
- W. Nentwig, S. Bacher, C. Beierkuhnlein, R. Brandl, G. Grabherr: Ökologie (Ecology). Spektrum Akademischer Verlag, Heidelberg / Berlin 2004, ISBN 3-8274-0172-0.
- L. Nagy, G. Grabherr, Ch. Körner, D. B. A. Thompson (Hrsg.): Alpine Biodiversity in Europe. (= Ecological Studies. 167). Springer, 2003, ISBN 3-540-00108-5.
- C. A. Burga, F. Klötzli, G. Grabherr (Hrsg.): Gebirge der Erde (Mountains of the World). Ulmer. Stuttgart 2004, ISBN 3-8001-4165-5.
- W. Willner, G. Grabherr (Hrsg.): Die Wälder und Gebüsche Österreichs. Ein Bestimmungswerk mit Tabellen. Spektrum Akademischer Verlag, Heidelberg 2007, ISBN 978-3-8274-1892-0.
- N. Sauberer, D. Moser, G. Grabherr: Biodiversität in Österreich. Räumliche Muster und Indikatoren der Arten- und Lebensraumvielfalt. Haupt Verlag, 2008, ISBN 978-3-258-07359-0.
- L. Nagy, G. Grabherr (Hrsg.): The Biology of Alpine Habitats. Oxford University Press, 2009, ISBN 978-0-19-856704-2.
- G. Grabherr, L. Lammerhuber: Ein Garten für das 21. Jahrhundert - A 21st Century Garden. Edition Lammerhuber, 2013, ISBN 978-3-901753-31-2.